# Nemo Link
Nemo Link är en högspänd likströmledning under Nordsjön mellan Belgien och Storbritannien. Sjökabeln  är 140 kilometer lång och går mellan Zeebrygge och det nedlagda kraftverket i Richborough i Kent. Den ägs av Eila och United Grid plc och invigdes år 2019. Byggkostnaden uppgick till 600 miljoner pund, varav hälften för själva kabeln och resten för strömriktarna.
Förbindelsen är tvåpolig med två parallella kablar. Strömriktarna har levererats av Siemens Energy och sjökablarna har lagts av DeepOcean. 